# Fabian Richard
Fabian Richard est un comédien et chanteur français né le 9 février 1975.

## Formation
Formé à l'école du spectacle du théâtre des Bains-Douches au Havre en 1993. Formation en théâtre, chant et danse à l'École de Guy Bontempelli (1995).

## Biographie
Après une formation de comédien à l'école de spectacle de Guy Bontempelli et des cours de chant par Gérald Wagner et Pierre Malar, Fabian joue au théâtre Goldoni (Barouf à Chioggia), Anouilh (Roméo et Jeannette), Strindberg (Mademoiselle Julie), Razoumovskaïa… Il se dirige ensuite vers la comédie musicale et apparaît dans Si ça vous chante de Guy Bontempelli au Festival d'Avignon 1995, puis Da Vinci : Les Ailes de la lumière (Da Vinci : The wings of light) au Casino de Paris, et Danse pour la vie de Redha au Zénith de Paris et en tournée.
En 2001, il intègre la troupe de la comédie musicale Les Dix Commandements de Pascal Obispo et Élie Chouraqui pour y jouer les rôles de Josué puis Aaron, à Paris, en tournée française et internationale (Canada, Japon et Corée). Il est engagé ensuite comme premier rôle masculin de la comédie musicale Belles belles belles présentée à l'Olympia en 2003 et 2004. Première comédie musicale juke-box française, celle-ci est consacrée à Claude François. Distribué par Universal Music, un album en est extrait. TF1 Vidéo édite un DVD.
À partir de 2004, il interprète le rôle d'Étienne et celui de Fred le coursier dans Chance !, le spectacle musical d'Hervé Devolder, au théâtre du Lucernaire puis au Méry, à Paris. Il joue ensuite Frederic Fleet dans Titanic (comédie musicale), de Maury Yeston, mis en scène par Jean-Louis Grinda à l'Opéra de Liège en 2005, puis dans Panique à bord de Stéphane Laporte et Patrick Laviosa mis en scène par Agnès Boury au théâtre Tristan Bernard où il reprend le rôle de Pierre.
En 2006, il est choisi pour créer en France le rôle d'Emcee dans la version de Sam Mendes du spectacle Cabaret de Kander, Ebb et Masterof qui se joue pendant près d'un an et demi aux Folies Bergère à Paris. Ce rôle lui vaut une nomination aux Molières 2007 comme révélation théâtrale masculine de l'année et le prix du meilleur interprète de l'année 2007 au festival Les Musicals à Béziers.
Fabian interprète ensuite le rôle de Claude Bukowsky dans la reprise de Hair de Broadway qui se joue au théâtre du Trianon à Paris et en tournée en 2009. Il participe également à deux créations théâtrales de 2009, Les Mille et Une Nuits mise en scène par Vincianne Régattieri (rôle du Sultan), présentée au festival d'Angers, et Bonnie and Clyde de Raphaël Bancou mise en scène par Antoine Lelandais, au Théâtre des Béliers au festival d'Avignon 2009 et à l'Alhambra à Paris où il tient le rôle de Clyde. En 2010, il reprend le rôle de Manuel dans la comédie romantique Fais-moi une place d'Anthony Michineau au théâtre d'Edgar à Paris.

## Théâtre et comédies musicales
- 2023 :“Mamma Mia” au Casino de Paris, rôle de Sam Carpenter

- 2018 : Comédiens, librement inspiré de l’opéra « Paillasse » de Ruggero Leoncavallo, livret et paroles des chansons Eric Chantelauze, mise en scène Samuel Sené, Théâtre de la Huchette rôle de Pierre
- 2014-2015 : Mistinguett, reine des années folles de François Chouquet, Jacques Pessis et Ludovic-Alexandre Vidal, mes François Chouquet, Casino de Paris, puis au Comédia depuis le 17 avril 2015, rôle de Scipion Sauveur
- 2014 : La carpe du duc de Brienne de Jacques Mougenot, mes Pierre Bouffeyte, tournée
- 2014 : Le pirate et la poupée de Alicia Sebrien et Jean-Pierre Hadida, théâtre Bo Saint Martin
- 2011 : Fais-moi une place au Théâtre Trévise, Paris
- 2011 : Concert Chansons à la carte à Valmeinier avec la participation de Nina et Stephan au chant ainsi que de Tony et Christian aux guitares.
- 2010 : Fais-moi une place d'Anthony Michineau au Théâtre d'Edgar, Paris
- 2009 : Bonnie and Clyde de Raphaël Bancou et Antoine Lelandais au Théâtre des Béliers à Avignon et à l'Alhambra (Paris)
- 2009 :  Hair mes Ned Grujic, Le Trianon (cinéma et théâtre), Paris
- 2009 : Les Mille et une nuits de Vincianne Régattierri au Théâtre Silvia-Monfort, Paris
- 2008 : Panique à bord de Stéphane Laporte et "Patrick Laviosa", Théâtre Tristan-Bernard, Paris
- 2007 : 2006: Cabaret de Kander, Ebb et Masterof, mes Sam Mendes aux Folies Bergère, Paris
- 2005 : Titanic (comédie musicale) de Maury Yeston et Peter Stone, mes Jean-Louis Grinda, Opéra Royal de Liège
- 2004 : Chance ! de Hervé Devolder, au Lucernaire, Paris
- 2003 : Belles belles belles de Jean-Pierre Bourtayre et Daniel Moyne, L'Olympia, Paris
- 2001 : Les Dix Commandements de Pascal Obispo et Élie Chouraqui au Palais des sports de Paris
- 2000 : Da Vinci : Les Ailes de la lumière (Da Vinci : The wings of light) de Christian Schittenhelm au Casino de Paris
- 1999 : Mademoiselle Julie d'August Strindberg, mes Bernard Vercier au Petit Théâtre, Le Havre
- 1995 : Si ça vous chante de Guy Bontempelli au Théâtre du Chien qui fume, Festival d'Avignon
- 1994 : Chère Elena Sergueievna de Ludmilla Razoumovskaïa, mes Eric Dutheil au Petit Théâtre, Le Havre

## Filmographie

### Cinéma
- 2015 : C'est du Caviar, court métrage de Sarah Lelouch
- 2015 : La Vie très privée de Monsieur Sim de Michel Leclerc
- 2014 : Drama de Sophie Mathisen
- 2014 : Et maintenant nous sommes en vie de Thibault Arbre
- 2014 : Outcast, court-métrage de Julie Rohart
- 2008 : Pris en flag, court-métrage de Dorothé Martinet
- 2008 : L'homme pressé, court-métrage de Amaya Extebarria
- 2002 : Paradisco, court-métrage de Stéphane Ly-Cuong

### Télévision
- 2011 : Plus belle la vie, rôle de Sam du 17 janvier au 31 mars
- 2010 : Chante ! (Saison 4, épisode 24 : Chaque chose en son temps) : Jean Clavel
- 2002 : Joséphine, ange gardien, réalisé par Nicolas Cuche

### Clips
- 2012 : Bonne nouvelle de Natasha St Pier, réalisé par Thierry Vergne
- 2011 : Chanson d'amour de Zazie, réalisé par Didier Le Pêcheur

## Doublage
- 2005 : Le Fantôme de l'Opéra de Joel Schumacher : Raoul De Chagny

## Distinctions

### Récompenses
- 2007 : Prix du Meilleur Interprète Masculin au Festival Les Musicals de Béziers pour Cabaret
- Les Trophées de la Comédie Musicale 2018 : Trophée de l’artiste interprète masculin pour Comédiens !

### Nomination
- Molières 2007 : Molière de la révélation théâtrale pour Emcee dans Cabaret
- Trophées de la comédie musicale 2024 : meilleur second rôle pour Sam Carpentier dans Mamma Mia